# 九州マフィア外伝
『九州マフィア外伝』（きゅうしゅうマフィアがいでん）は、2001年5月2日に公開された日本のヤクザ映画。上映時間は82分。カラー、ビスタサイズ、スーパー16ミリで撮影され、35ミリプリントにブローアップされた。小沢仁志主演。

## 概要
国際テロ組織で殺人技術を学んだ男（小沢仁志）が、殺された両親の復讐を果たすため、巨大組織、暗殺集団に立ち向かう。しかし、敵の暴力団組長が用心棒として彼の特殊工作員時代の仲間を雇い、彼の命を狙っていたのだった…。博多を舞台に、壮絶な戦いを描くバイオレンス・アクション。

## キャスト
- 菊池直人（クロウ）：小沢仁志
- ロン：加島慶造
- ミン：石橋奈美
- 滝川会長：飯島大介
- 鬼塚：古井榮一
- 菊池かおり：高橋しゅり
- 江原修
- 吉川銀二
- ホウ：清水一哉
- 三木：金礪賢爾
- 久美子：笹山智加
- 金光伽織
- リャン：藤本博水
- 田口淳一：岩切塁
- 木場宏幸
- 浜石：中尾一彦
- 大蔵淳子
- 沢村清香：田川亜生子
- 医師：山城新伍（特別出演）
- 沢村：梅宮辰夫（特別出演）
- 野村強：宍戸錠（特別出演）
- チヨ・オオサワ
- ハービー・ソーダー
- ジェイニー・クレイトン
- チュリッサ・ムーラ
- クリス・マンクーソ
- ケンジ・カミヤ
- 川本淳一
- 周廷明：萩原流行
- チャン：哀川翔

## スタッフ
- 監督：原田昌樹
- 企画・原案：加島慶造
- プロデューサー：山下武志、長澤克明、小高勲、原野満江
- 脚本：久保田圭司
- 音楽：神尾憲一
- 撮影：井上明夫（J.S.C）
- 照明：黒田紀彦
- 録音：菊地進平
- 美術：石毛朗
- 編集：山下健治
- スクリプター：田口良子
- 助監督：谷口和彦
- 制作担当：亀邑郁芝
- 衣裳：森田江美
- メイク：高森優子
- 殺陣：高橋伸稔
- ガンエフェクト：ビル横山、会田文彦
- ネガ編集：神田純子、門司康子
- 効果：福島音響
- リーレコ：日映録音
- オプチカル：五十嵐敬二
- タイミング：桑山太郎
- タイトル：道山昭
- スチール：斉藤里美
- 車輌：原沢芳明、丸山孝斗、福山健一郎、宮崎一成
- 現像：東京現像所
- フィルム：コダック
- 制作・配給：アーバンタイムス
- 製作：アーバンアクターズプロ

## リリース
- VHS『九州マフィア外伝』（2001年5月25日）発売元：エー・ビー・プロ　販売元：徳間ジャパンコミュニケーションズ